# Második normálforma
A második normálforma (2NF) az adatbázis normalizálásában használt normálforma. A 2NF-et eredetileg E. F. Codd határozta meg 1971-ben.
A reláció a második normális formában van, ha megfelel a következő két követelménynek:
1. Első normálformában van.
2. Nincs olyan nem elsődleges attribútuma, amely funkcionálisan függ a reláció bármely jelölt kulcsának megfelelő részhalmazától. A reláció nem elsődleges attribútuma olyan attribútum, amely nem része a reláció egyetlen jelölt kulcsának sem.

Leegyszerűsítve: egy reláció 2NF-ben van, ha 1NF-ben van, és a reláció minden nem prím attribútuma minden jelölt kulcs egészétől függ. Ne feledje, hogy nem korlátozza a nem elsődleges és elsődleges tulajdonságok függőségét. Ezzel a harmadik normálformában foglalkozunk.

## 2NF és jelöltkulcsok
Bármely jelölt kulcsának funkcionális függése a 2NF megsértését jelenti. Az elsődleges kulcs mellett a reláció tartalmazhat más jelölt kulcsokat is; meg kell állapítani, hogy egyetlen nem elsődleges attribútum sem függ részkulcsfüggőségtől ezen kulcsjelöltek egyikénél sem.
A következő összefüggés nem felel meg a 2NF-nek, mert:
- A {Gyártó ország} funkcionálisan függ a {gyártótól}
- A {Gyártó ország} nem része a jelöltkulcsnak, tehát nem elsődleges attribútum
- A {Gyártó} a {Gyártó, Modell} jelöltkulcs megfelelő részhalmaza

Mivel a {Gyártó ország} nem elsődleges attribútum, amely funkcionálisan függ a jelölt kulcs egy részétől, a kapcsolat megsérti a 2NF-et.
| Gyártó       | Modell     | Modell teljes neve     | Gyártó ország |
| ------------ | ---------- | ---------------------- | ------------- |
| Forte        | X-Prime    | Forte X-Prime          | Olaszország   |
| Forte        | Ultraclean | Forte Ultraclean       | Olaszország   |
| Dent-o-Fresh | EZbrush    | Dent-o-Fresh EZbrush   | USA           |
| Ecsetmester  | SuperBrush | Brushmaster SuperBrush | USA           |
| Kobayashi    | ST-60      | Kobayashi ST-60        | Japán         |
| Hoch         | Fogmester  | Hoch fogmester         | Németország   |
| Hoch         | X-Prime    | Hoch X-Prime           | Németország   |

Még akkor is, ha a tervező az elsődleges kulcsot {Model teljes neve} -ként határozta meg, a kapcsolat nem szerepel a 2NF-ben a többi jelölt kulcs miatt. A {Gyártó, Modell} szintén jelöltkulcs, és a Gyártó ország annak megfelelő részhalmazától függ: Gyártó. Ahhoz, hogy a tervezés megfeleljen a 2NF-nek, két kapcsolatra van szükség:
| Gyártó       | Gyártó ország |
| ------------ | ------------- |
| Forte        | Olaszország   |
| Dent-o-Fresh | USA           |
| Ecsetmester  | USA           |
| Kobayashi    | Japán         |
| Hoch         | Németország   |

| Gyártó       | Modell     | Modell teljes neve     |
| ------------ | ---------- | ---------------------- |
| Forte        | X-Prime    | Forte X-Prime          |
| Forte        | Ultraclean | Forte Ultraclean       |
| Dent-o-Fresh | EZbrush    | Dent-o-Fresh EZbrush   |
| Ecsetmester  | SuperBrush | Brushmaster SuperBrush |
| Kobayashi    | ST-60      | Kobayashi ST-60        |
| Hoch         | Fogmester  | Hoch fogmester         |
| Hoch         | X-Prime    | Hoch X-Prime           |

## Fordítás
Ez a szócikk részben vagy egészben  a   Second normal form című angol Wikipédia-szócikk ezen változatának fordításán alapul.  Az eredeti cikk szerkesztőit annak laptörténete sorolja fel. Ez a jelzés csupán a megfogalmazás eredetét és a szerzői jogokat jelzi, nem szolgál a cikkben szereplő információk forrásmegjelöléseként.